# أحمد مجدلاني
أحمد عبد السلام حسن مجدلاني (وُلد في 23 أبريل 1955 في دمشق) سياسي فلسطيني. يشغل منذ العام 2009 منصب الأمين العام لجبهة النضال الشعبي الفلسطيني وعضو اللجنة التنفيذية لمنظمة التحرير الفلسطينية.

## التحصيل العلمي
حصل على درجة البكالوريوس في العلوم السياسية من كلية الحقوق والعلوم الإدارية في الجامعة اللبنانية عام 1978، وحاصل على دورة في الإدارة والعلاقات السياسية والدولية من بلغاريا عام 1982. كمل يحمل درجة الدكتوراه في فلسفة الاقتصاد من بلغاريا منذ عام 1987.

## الحياة السياسية
انضم عام 1970 إلى جبهة النضال الشعبي الفلسطيني، وصار في عام 1973 عضوًا في المكتب الطلابي المركزي للجبهة. لاحقًا في عام 1982 انتخب عضوًا في اللجنة المركزية للجبهة.
صار عضوًا في المجلس الوطني الفلسطيني عام 1988، وفي المجلس المركزي الفلسطيني عام 1993، وفي اللجنة التنفيذية لمنظمة التحرير الفلسطينية عام 2009، كما صار بنفس العام أمينًا عامًا للجبهة.

## الحياة العملية
كان مديرًا في دائرة العلاقات القومية والدولية لمنظمة التحرير الفلسطينية بين عامي 1994 و1995. ورئيسًا لمجلس إدارة جمعية الاقتصاديين الفلسطينيين بين عامي 2002 و2008.
كان وزير دولة لشؤون الجدار والاستيطان في حكومة أحمد قريع الثالثة، وسفير دولة فلسطين لدى رومانيا بين مارس 2008 ومايو 2009.
في مايو 2009، تسلم حقيبة وزارة العمل في حكومة سلام فياض الثانية، واستمر في المنصب في حكومة سلام فياض الثالثة، وحكومتي رامي الحمد الله الأولى والثانية حتى 2 يونيو 2014. خلال حكومة سلام فياض الثانية، كُلف بمهام وزير الزراعة بين أغسطس 2011 ومايو 2012.
عُين في عام 2018 رئيسًا لمجلس إدارة هيئة التقاعد الفلسطينية واستمر حتى 1 نوفمبر 2020.
عُين وزيرًا للتنمية الاجتماعية في حكومة محمد اشتية في 13 أبريل 2019 واستمر حتى 31 مارس 2024.
في 8 أغسطس 2022، أعاد الرئيس الفلسطيني تشكيل مجلس أمناء جامعة الاستقلال، وعيّنه عضوًا فيه. وفي 10 أغسطس 2022، انتخبه أعضاء المجلس الجديد نائبًا لرئيس المجلس.
في 28 مارس 2024، عُين رئيسًا لمجلس أمناء المؤسسة الوطنية الفلسطينية للتمكين الاقتصادي.
في 2 أبريل 2024، شَكَلَ الرئيس محمود عباس مجلس إدارة المؤسسة الوطنية لتوثيق تاريخ فلسطين وحفظ الذاكرة والتي تأسست في 1 فبراير 2024، وعينه عضوًا في مجلس الإدارة.